# Sekip (Limapuluh)
Sekip is een bestuurslaag in het regentschap Pekanbaru van de provincie Riau, Indonesië. Sekip telt 8405 inwoners (volkstelling 2010).